# Andreas Wild
Andreas Wild (* 1963 in Duisburg) ist ein deutscher Politiker. 2016 wurde er über die Liste der AfD in das Abgeordnetenhaus von Berlin gewählt. Im Juli 2017 wurde er aus der AfD-Fraktion, im Februar 2021 aus der Partei ausgeschlossen. Ende März 2023 wurde der Ausschluss vom Bundesschiedsgericht der AfD letztinstanzlich bestätigt.

## Leben
Wild wuchs am Bodensee auf. 1982 erwarb er am Technischen Gymnasium Friedrichshafen das Abitur. 1986 begann er an der Alice-Salomon-Fachhochschule in Berlin ein Studium, das er 1994 als Diplom-Sozialarbeiter und Diplom-Sozialpädagoge abschloss. Anschließend war er als Taxifahrer tätig. 2004 machte er sich als privater Arbeitsvermittler selbständig. Wild war Mitglied der CDU, der FDP und der Partei Bündnis 90/Die Grünen, bevor er der AfD beitrat. Wild war bis Dezember 2016 stellvertretender Bezirksvorsitzender im einflussreichen AfD-Bezirksverband Steglitz-Zehlendorf. Er soll maßgeblich am Richtungswechsel der Berliner AfD-Parteispitze vor der Landtagswahl 2016 beteiligt gewesen sein. Bei der Wahl zum Abgeordnetenhaus von Berlin 2016 wurde er in das Abgeordnetenhaus von Berlin gewählt und saß dort im Integrationsausschuss. Laut Medienberichten hat die AfD die Nominierung Wilds als Direktkandidaten für die Bundestagswahl 2017 im Wahlkreis Berlin-Neukölln kurz vor Ende der Einreichungsfrist zurückgezogen und stattdessen Frank-Christian Hansel nominiert. Am 18. Juli 2017 wurde Wild aus der AfD-Fraktion im Abgeordnetenhaus ausgeschlossen.
Ab 2018 lief gegen Wild ein Parteiausschlussverfahren, welches erst im Februar 2021 mit dem Ausschluss endete. Im Juli 2021 äußerte die AfD-Landesvorsitzende Kristin Brinker in einem Interview mit dem Tagesspiegel, dass das Parteiausschlussverfahren gegen Wild beim Bundesschiedsgericht der AfD läge. Obwohl der AfD-Landesverband verkündet hatte, ihn auszuschließen, wurde er von diesem bei der Wahl zum Abgeordnetenhaus von Berlin 2021 als Direktkandidat für den Wahlkreis Steglitz-Zehlendorf 4 aufgestellt. Bei der Wahl erzielte er kein Mandat. Wild ist (Stand Februar 2022) Mitglied der AfD; über seinen Widerspruch gegen den Parteiausschluss hat das Bundesschiedsgericht der AfD bislang noch nicht entschieden.
Wild lebt im Berliner Stadtteil Steglitz-Zehlendorf und ist gläubiger Katholik.

## Positionen
Wild galt innerhalb der AfD als „Rechtsaußen“. Olaf Sundermeyer sieht ihn als „radikal“ mit bürgerlichem Auftreten an. Wild ist bekennender Unterstützer des thüringischen AfD-Landessprechers Björn Höcke, der dem völkischen Spektrum der AfD zugeordnet wird. Nach dessen Rede im Ball- und Brauhaus Watzke im Januar 2017, die von Wissenschaftlern und Journalisten mit den Reden der Nationalsozialisten verglichen wird, erklärte Wild, er habe Höckes Rede „klasse“ gefunden. Nicht nur die Zeit des Nationalsozialismus, auch die Kaiserzeit und Martin Luther gehörten zur deutschen Geschichte, die zu wenig beachtet werde. Das Problem sei der „Schuldkult der Deutschen“.
Wilds Staatsbürgerschaftsverständnis basiert auf dem Abstammungsprinzip: Deutsch sei, „wer deutsche Eltern hat“. Gegenden wie der Berliner Bezirk Neukölln sollten „wieder deutsch“ werden. Wild sieht die AfD als „Pegida-Partei“, die eine „Zeitenwende“ in Deutschland herbeiführen solle.
Bundesweit bekannt wurde Wild durch eine Rede in Erfurt im Mai 2016. Darin plädierte er unter anderem dafür, Flüchtlinge in „Lagern aus Bauholz“ in „entlegenen Gegenden“ unterzubringen, rumänische Roma sollten auf eine „griechische Insel“ verbannt werden. Weiter äußerte er, Menschen, die nicht lesen und schreiben könnten, in den Arbeitsmarkt integrieren zu wollen, sei „als ob ein Migrant bei Ihnen einbricht und sich an Ihrem Sofa festkrallt“ und verglich das muslimische Gebet mit öffentlichem Urinieren. Der Berliner AfD-Vorsitzende, Georg Pazderski, distanzierte sich von Wilds Wortwahl. Vier Tage später relativierte Wild einige seiner Aussagen.
Im November 2016 äußerte Wild, Bundeskanzlerin Angela Merkel gehe es darum, Deutschland „umzuvolken“, sie begehe „Verrat am eigenen Volk“; außerdem erklärte er auf Facebook, er wolle sich „nicht länger von verantwortungslosen Unfruchtbaren regieren lassen“. Der Parteisprecher Ronald Gläser distanzierte sich zwar auf Nachfrage von dieser Wortwahl, bezeichnete es jedoch als „zugespitzte Formulierung“. Wild selbst strich daraufhin in seinem Text das Wort „Unfruchtbaren“.

### Kornblumeneklat
Im November 2018 erschien Wild bei der Gedenkstunde im Abgeordnetenhaus zum 80. Jahrestag der Reichspogromnacht und im Anschluss am Holocaust-Mahnmal mit einer blauen Kornblume am Revers seines Jacketts, wodurch sich viele der Anwesenden provoziert fühlten. Die blaue Kornblume wurde unter anderem auch von der antisemitischen Schönerer-Bewegung verwendet und war in den 1930er Jahren ein Erkennungsmerkmal der in Österreich verbotenen NSDAP. Wild äußerte dazu gegenüber Bild, dass das Tragen der Blume „keine Absicht“ gewesen sei. Am 29. November 2018 trug er trotzdem wieder eine Kornblume bei einer Sitzung des Berliner Abgeordnetenhaus, die er erst nach dem zweiten Ordnungsruf entfernte.